# Kalcerrytus carvalhoi
Kalcerrytus carvalhoi is een spinnensoort uit de familie van de springspinnen (Salticidae).
De wetenschappelijke naam van de soort werd in 1978 als Capidava carvalhoi gepubliceerd door Maria José Bauab Vianna en Benedicto Abílio Monteiro Soares.